# David Klemperer
David Klemperer (Kiel, 22 de junho de 1980) é um jogador de vôlei de praia alemão.

## Carreira
Em 2008, disputou a edição dos Jogos Olímpicos de Verão cuja sede foi em Pequim ao lado de Eric Koreng e após eliminação nas quartas de final terminaram na quinta posição.